# Emilia Platerová
Emilia Broël-Platerová (litevsky Emilija Pliaterytė, 13. listopadu 1806 Vilnius – 23. prosince 1831 Vainežeris, okres Lazdijai) byla polská hraběnka z rodu Platerů a revolucionářka, kapitánka polského vojska v bojích po Listopadovém povstání (1830, v Litvě 1831–32), jako národní hrdinka je uznávána v Polsku, Litvě a Bělorusku.

## Život

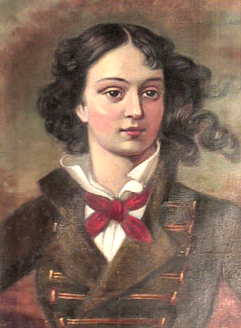
Emilia Platerová

Oba rodiče (otec Franciszek Ksawery Plater, matka Anna von der Mohl-Pliaterienė) pocházeli z vlastenecké polsko-litevské šlechty usazené v Litvě. Emilia byla jejich prvorozená dcera. Mezi rodiči však byly neshody a rozvedli se, když jí bylo 9 let, v roce 1815. Po rozvodu se matka s dcerou přestěhovaly ke vzdáleným příbuzným (Michał Plater-Zyberk a Izabela Helena Syberg zu Wischling) do Līksny u Daugavpilsu v dnešním Lotyšsku.
Od útlého věku se zajímala o literaturu, dějiny, zvyky místních polských, litevských a běloruských sedláků, jízdu na koni, střelbu a šerm. Obdivovala Johanku z Arku a řeckou hrdinku Laskarinu Bubulinu. Četla Goetha a Schillera v originále (německy), měla kontakty s vilniuskou společností Filaretů, k níž náležel např. básník Adam Mickiewicz, velmi se zajímala o rusínský a běloruský folklór. Příbuzní byli z těch, kteří se dobře starali o své poddané (podléhalo jim kolem 15 000 nevolníků) a tak Emilii nebránili se stýkat s nevolnickými dětmi (učila je polsky a francouzsky, ovládala i litevštinu), což ovlivnilo její názory a charakter. Když se komendant daugavpilské pevnosti ruský generál Michail Kablukov ucházel o její ruku, oznámila mu, že je to vyloučeno proto, že generál je představitelem toho státu, který drsně pošlapal svobodu Polska a Litvy.

### Účast v povstání a smrt

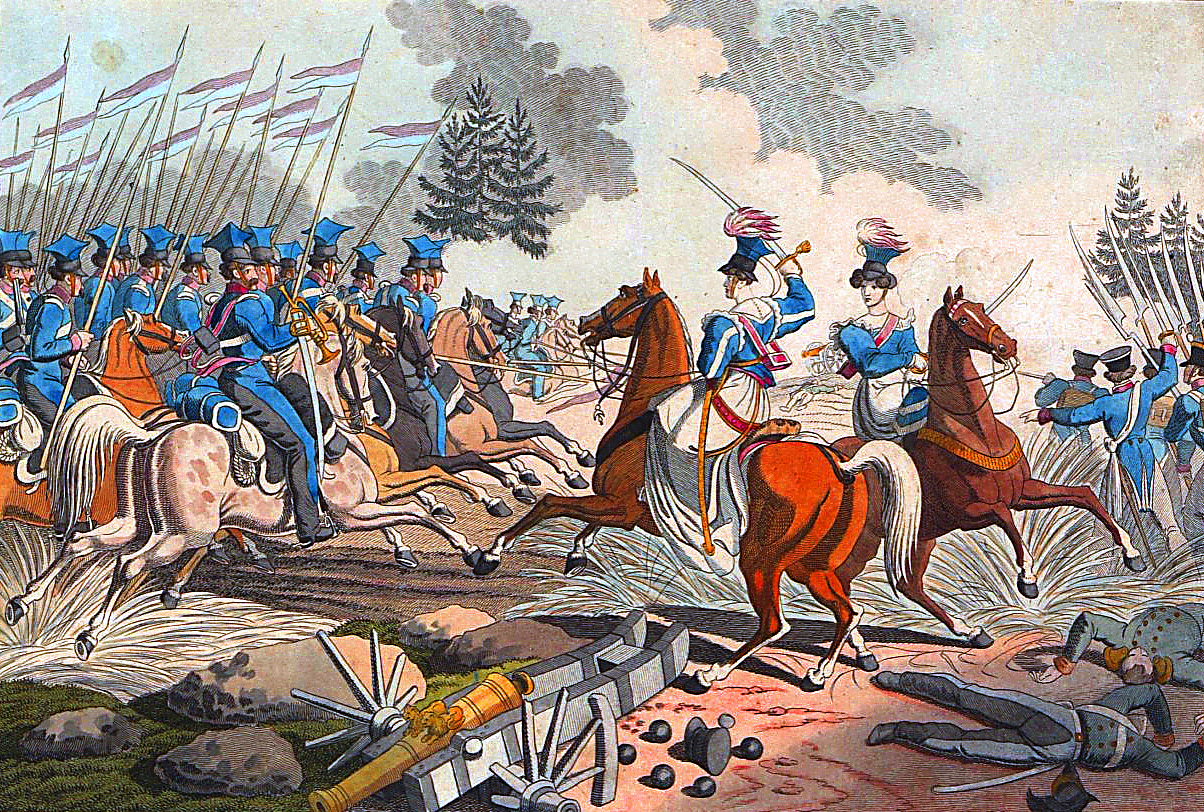
Emilia Platerová v Listopadovém povstání. Německá grafika z poloviny 19. století

V roce 1829 spolu s matkou navštívily Varšavu, Krakov a z rozprav s příbuzným Ludvíkem Platerem se dozvěděla, že v Polsku se chystá povstání. Když matka v roce 1830 zemřela, Emilie onemocněla depresí a proto se pokoušela opět sblížit s otcem, ale ten ji odstrčil. Proto se v témže roce zapojila do organizování Listopadového povstání proti útlaku ze strany carství. Začala studovat bitevní taktiku, zkoumat okolní kraj, navázala kontakty s důvěryhodnými lidmi z Līksny a dalších okolních obcí. Na jaře roku 1831 zformovala vojenskou jednotku o síle několika set osob a vytáhla do boje na území dnešní Litvy. Nedbala doporučení, aby se vrátila domů, a byla povýšena generálem Chłapowskim do hodnosti kapitána. Po porážce u Šiauliai odmítla možnost útěku do Východního Pruska; chtěla se tajně dostat do Varšavy a pokračovat v bojích. Skrývala se v přestrojení společně se svým bratrancem Cezarym. Byla však vyčerpaná, trpěla horečkou a před Vánoci 1831 podlehla nemoci na statku rodu Abłamowiczů.
Zvěst o jejím odhodlání a smrti se rychle rozšířila, stala se symbolem Listopadového povstání, námětem několika uměleckých děl včetně literárních, což ztěžuje snahy odlišit v jejím životě fakta od legend. Později po ní byla pojmenována řada institucí, zejména škol.
Obec Platerówka (do roku 1945 Ober Linda) v okrese Lubáň nese její jméno, protože se v ní po druhé světové válce usadily příslušnice ženského praporu Polské lidové armády: 1 Samodzielny Batalion Kobiecy im. Emilii Plater (1. samostatný ženský prapor Emilie Platerové).